# ルイージ・ファクタ
ルイージ・ファクタ(伊：Luigi Facta、1861年11月16日 – 1930年11月5日)は、イタリアの政治家、ジャーナリストでムッソリーニ政権以前最後の首相である。

## 生涯
ファクタはイタリア王国ピエモンテ州のピネローロに生まれる。彼は法学を学んだ後、ジャーナリストとなる。その後1892年に代議院議員となった。 ファクタは自由党員の一人で司法事務次官と連立内閣の内務大臣を務め、1910年から1912年、1917年から1924年にかけて財務大臣を務めた。第一次世界大戦が勃発した際に、ファクタはイタリアの中立を保持しようとしたが、失敗した上彼の息子は戦死した。
ファクタは1922年2月に首相に任命された際、イタリアは政治的混乱に加えムッソリーニ率いる国家ファシスト党の反乱の危機にさらされていた。同6月、ファクタはファシスト党への対応が不十分だとして不信任となり罷免されたが、政権運営をできる人間が他にいなかったため国王より再任命された。ファクタは公然とムッソリーニを批判しなかったが、ムッソリーニはファクタに辞任するように要求していた。また、民衆の蜂起に対する対応も後手に回りがちであった。その結果ヴィットーリオ・エマヌエーレ3世はファクタを罷免し、ムッソリーニに組閣を命じた（ローマ進軍）。
1924年にヴィットーリオ・エマヌエーレ3世によりファクタは上院議員に命じられた。
ファクタは故郷のピネローロで没した。